# 以色列地工人党
以色列地工人党（羅馬化：Mifleget Poalei Eretz Yisrael），简称马派（מַפָּא"י），是以色列历史上的一个左翼政党。该党在以色列建国初期执政，1968年合并为现在的以色列工党。在工人党执政期间，对以色列进行了广泛的进步改革，建立国家福利制度，提供最低收入、安全、住房补贴、免费（或几乎免费）的医疗和社会服务。
A·D·戈登创建的青年工人和戴维·本-古里安领导的劳工团结在1930年1月5日合并组成工人党，它是以色列建国前的主要政治派别，它也建立起了犹太人的早期武装组织——“哈绍莫”和哈加纳。到1930年代初，戴维·本-古里安领导该党，并成为巴勒斯坦的犹太社区实际上的领袖。工人党主张社会主义，1930年和1940年之间是社会主义工人国际的成员。
工人党属下的武装组织在1948年阿以战争获得胜利，以色列独立建国，在1949年的第一次选举中，该党赢得了大量的支持，赢得了35.7%的选票（远远超过了第二位的统一工人党的14.7%）和120个议会席位中的46个。本-古里安出任首任以色列总理，工人党的第一届政府颁布了一个教育法律，在1949年对所有年龄在5—14岁的儿童实行义务教育。通过1953年的国民保险法案和1958年的社会福利服务法律，制定了范围广泛的社会福利计划，包括大家庭的特殊津贴、工人的赔偿规定、生育保险、年老和幸存者的养老金。
1951年的第二次选举中，工人党的支持率上升到37.3%（47个席位）。1953年12月6日本-古里安突然辞职，隐居内盖夫沙漠中的斯代博克基布兹（集体农庄），总理职务由摩西·夏里特接任。
1955年的选举中，工人党的支持率下降至32.2%（40个席位），但仍远远超过第二名的自由党（12.6%）。本-古里安返回政坛，复任总理。
1959年大选中，工人党支持率激增，为该党最好的选举表现记录，获得38.2%的选票和47个席位。
1965年，本-古里安脱离工人党，另建“拉菲”党（以色列工人名單），而工人党在领袖列维·艾希科尔领导下与劳工团结組成選舉聯盟“结盟”，新政党赢得了36.7%的选票和45个席位，轻松击败加哈尔集团（利库德集团前身，26个席位）。1968年1月23日，工人党、劳工团结和拉菲党合并组成以色列工党。